# Монтур Фолс (Њујорк)
Монтур Фолс (енгл. Montour Falls) град је у америчкој савезној држави Њујорк.

## Демографија
По попису из 2010. године број становника је 1.711, што је 86 (-4,8%) становника мање него 2000. године.
| Група             | 2000.         | 2010.         |
| Белци             | 1.747 (97,2%) | 1.653 (96,6%) |
| Афроамериканци    | 18 (1,0%)     | 15 (0,9%)     |
| Азијати           | 4 (0,2%)      | 2 (0,1%)      |
| Хиспаноамериканци | 7 (0,4%)      | 24 (1,4%)     |
| Укупно            | 1.797         | 1.711         |